# Musanze (ciutat)
Musanze (antigament Ruhengeri) és el nom de la capital del Districte de Musanze, situat al nord-oest de Ruanda. Es troba a 1849 metres sobre el nivell del mar, prop del llac Bulera i del Parc Nacional dels Volcans. Musanze té una població de 86.685 la qual cosa la fa la ciutat més poblada de la Província del Nord. La ciutat és un lloc de pas en les rutes turístiques per anar a observar els goril·les de muntanya.